# سونيا جراندي
سونيا جراندي (بالإسبانية: Sonia Grande)‏ هي مقدمة تلفزيونية ومصممة أزياء تقليدية وممثلة إسبانية، ولدت في 1964 بأوفييدو في إسبانيا.

## أعمال

### أفلام
- (1999) فتاة أحلامك
- (2002) الحديث معها[2]
- (2007) ميجيل وويليام

## وصلات خارجية
- سونيا جراندي على موقع IMDb (الإنجليزية)
- سونيا جراندي على موقع قاعدة بيانات الأفلام العربية
- سونيا جراندي على موقع ألو سيني (الفرنسية)
- سونيا جراندي على موقع أول موفي (الإنجليزية)
- سونيا جراندي على موقع قاعدة بيانات الأفلام السويدية (السويدية)
- سونيا جراندي على موقع قاعدة بيانات الفيلم (الإنجليزية)
- سونيا جراندي على موقع كينوبويسك (الروسية)